# Giovanni Battista Stracca
Giovanni Battista Stracca (Taranto, 31 ottobre 1924 – agosto 2022) è stato un ingegnere italiano.
Da ingegnere fu tra i primi ad occuparsi, da ricercatore nell'industria, di comunicazioni a microonde a grande capacità e distanza. Come Accademico promosse un Progetto CNR di Ricerca e con l'AEI studi e dibattiti sui problemi formativi e professionali di ingegneri e tecnici.

## Biografia
Si laureò nel 1949 a Roma in Ingegneria Industriale Elettrotecnica con una tesi sul progetto di un Radar. Nel 1950 fu assunto nei Laboratori di Ricerca della Magneti Marelli, poi acquistati dal 1961 dalla Società americana GTE. In essi si occupò di ricerche sulla propagazione delle microonde e sulla progettazione e sperimentazione di ponti radio a microonde a grande capacità trasmissiva, sia telefonici che televisivi. Furono televisivi in particolare i due ponti radio con la RAI, rispettivamente sui 30 cm e sui 15 cm di lunghezza d'onda, tra Torino-Milano-Palermo, per una lunghezza di circa 1 600 km e 23 tratte intermedie (1955-1960), che furono per alcuni anni i più lunghi in Europa. Partecipò poi, ancora per le parti a microonde e F.I. (Media Frequenza), al progetto e sperimentazione di un ponte radio telefonico con 2 700 canali di capacità che, con le sue normative, fu approvato internazionalmente dal CCIR (Comité Consultatif International des Radiocommunication) nel 1963, consentendo ai ponti radio telefonici di sostenere validamente la concorrenza con i cavi coassiali.
Dopo il lancio del satellite Telstar (1962), che aprì l'era delle comunicazioni spaziali dirette tra continenti al di sopra degli oceani, egli si occupò, tra i primi, di studi sugli apparati riceventi a terra i debolissimi segnali provenienti dal satellite, allo scopo di dotare la stazione italiana del Fucino degli apparati necessari. Si trattava di studiare e realizzare un amplificatore a microonde di larghissima banda (500 MHz) e bassissima temperatura di rumore, cioè poche decine di K, mentre quelle usuali dei ricevitori erano di migliaia di K. Mentre i ricercatori dei Laboratori Bell risolsero il problema con il Maser, che era un dispositivo basato sulla tecnologia molecolare e che doveva essere raffreddato alla temperatura dell'elio liquido (~ 4 K), l'Ing. Stracca fu uno dei pionieri (sin dal 1958) a puntare sull'amplificatore parametrico, ancora di tecnologia elettronica, raffreddato per il Telstar con azoto liquido (~77 K) e per i satelliti successivi (dall'Intelsat I) a ~ 20 K con un refrigeratore a elio gassoso. Questa soluzione, molto più semplice per la manutenzione e meno costosa, si dimostrò vincente.
Si occupò al contempo di altre ricerche, quali ad esempio: sugli amplificatori a diodi tunnel, sui moltiplicatori di frequenza a varactor, sui convertitori di frequenza a basse perdite, sui filtri a microonde, sui circuiti a microonde a film sottile.
Negli anni '60 i cavi coassiali e ponti radio apparvero già inadeguati a soddisfare le previsioni per un enorme incremento del traffico telefonico e televisivo. Occorreva pertanto trovare un nuovo mezzo trasmissivo di enorme capacità. Di tale ricerca si stavano occupando alcuni importanti laboratori internazionali. Anche l'Ing. Stracca cominciò a studiarlo. Occorreva un'enorme capacità trasmissiva e bassa attenuazione. Una soluzione sembrava offrirla, sulla carta, la teoria e cioè la guida circolare nel modo TE01 operante nella gamma delle onde millimetriche, ma essa aveva un gravissimo inconveniente pratico: il segnale in tale modo sarebbe stato distorto in modo intollerabile da tutti gli altri modi che potevano essere eccitati e propagarsi. Occorreva costruire la guida in modo da impedire a tutti gli altri modi di propagarsi. L'Ing. Stracca riuscì a tale scopo e arrivò a costruire un tratto di guida con queste caratteristiche, lunga circa 400 m con i relativi apparati a onde millimetriche e a sperimentarli. 
Nel 1968 egli divenne titolare della cattedra di “Radiotecnica” dell'Università di Trieste. Qui continuò gli studi sulla guida circolare, in collaborazione anche con la Fondazione U. Bordoni, fintanto che questi studi furono chiusi per notizie di esperienze in corso con le fibre ottiche, che apparirono subito molto più semplici ed economiche. Successivamente iniziò a collaborare attivamente col CNR (Consiglio Nazionale delle Ricerche), proponendo il Progetto Finalizzato di Ricerca “Aiuti alla Navigazione e Controllo del Traffico Aereo” di cui ha presieduto la Commissione, che ne fece lo Studio di Fattibilità (1974-75) e che fu realizzato con la partecipazione di docenti e ricercatori di varie università e laboratori industriali.
Dal 1974 al 1999 passò al Politecnico di Milano, in cui fu titolare della cattedra di “Microonde”. Fu Prorettore del Politecnico nel triennio 1984-1987, durante il quale avviò un progetto d'intensa informatizzazione dell'insegnamento. A Milano collaborò a lungo attivamente con l'AEI (Associazione elettrotecnica italiana) di cui dal 1979 al 1992 fu il Presidente del Gruppo AEI “Formazione e Professione”. Con incontri, Tavole Rotonde, studi, che portarono a più di trenta pubblicazioni, chiamò a collaborare numerosi docenti universitari e ingegneri industriali per discutere i problemi formativi e professionali di ingegneri e tecnici. 
Ha pubblicato su riviste scientifiche e tecniche più di 120 articoli, di cui alcuni di carattere storico sulle vicissitudini del Politecnico e sul suo ruolo nel processo di industrializzazione del Paese. 
Il 2 ottobre 1962 gli fu conferito dalla AEI il premio Lori per la migliore pubblicazione per il triennio 1959-1961.

## Opere
- Giovanni B. Stracca: Radiotecnica, CLUET, Trieste, 1973.
- Giovanni B. Stracca: Propagazione delle onde radio, Libreria Internazionale I. Svevo, Trieste 1973.
- Giovanni B. Stracca: Teoria e Tecnica delle Microonde, CLUP, Milano 1982.